# Geografía de Castilla-La Mancha
La geografía de Castilla-La Mancha está condicionada por su situación en el centro de la península ibérica, ocupando la mayor parte de la Submeseta sur, denominación que se da a la extensa llanura que conforma la parte sur de la Meseta central. Se encuentra encuadrada al sur del Sistema Central, división natural con la Submeseta norte y con Castilla y León. Pese a esto no faltan los paisajes montañosos como el del ya nombrado Sistema Central (al norte), el Sistema Ibérico (al nordeste) o Sierra Morena y los Montes de Toledo, al sur. Es la tercera región española más extensa con una superficie de 79 463 km², lo que representa el 15,7 % del territorio nacional. 

## Relieve
En Castilla-La Mancha existen tres zonas claramente diferenciadas por su morfología, divididas a su vez en diversas comarcas o sistemas montañosos. 

### Zonas de llanura
La región geográfica española de la Meseta, una gran llanura uniforme con poco relieve, que en Castilla-La Mancha comprende las comarcas de:
- La Mancha

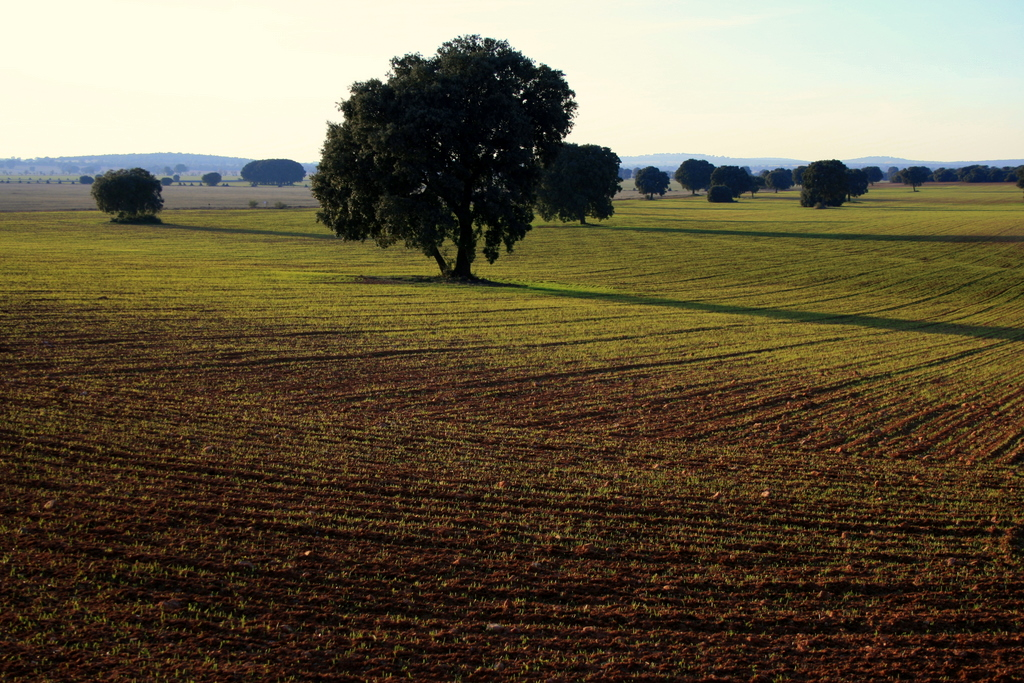
Llanura de La Mancha.

Se sitúa en el centro y este de la región. Es la llanura más extensa y perfecta de la península ibérica. El 45,7 % del territorio regional está incluido en esta extensa unidad natural, que constituye el centro de la región, extendiéndose hacia el este y engloba a su vez los Llanos de Albacete, la Mancha central, la Manchuela, el Campo de Montiel, el Campo de Calatrava, la Mesa de Ocaña, y la Sagra. Se trata de una cuenca sedimentaria formada por la orogenia alpina y rellenada con sedimentos detríticos en la base y químicos en los tramos superiores, cubiertos por mantos aluviales y depósitos eólicos del Cuaternario.
La topografía plana se explica por la existencia de unas superficies de erosión modeladas a finales del Terciario y en el Plioceno, en el que predominan las calizas, aunque entreverada por arcillas; y por la incapacidad del Guadiana y sus afluentes para encajarse en estos materiales. La presencia de calizas en superficie es responsable de un sistema kárstico de circulación de las aguas cuyo resultado más conocido es la existencia de un rico nivel freático, cuyo afloramiento produce las Tablas de Daimiel. Por otro lado, la planitud ha producido unos fenómenos endorreicos con la presencia de charcas estacionales, acuíferos y lagunas, algunas de ellas salobres.
Hacia el norte, la llanura manchega se prolonga por la llamada Mesa de Ocaña, que finaliza bruscamente sobre el valle del Tajo, y hacia el este, por la comarca de la Manchuela, en la que el río Júcar se ha encajado, generando un espectacular cañón.
La vegetación natural se encuentra reducida a pequeños enclaves como consecuencia de la actividad humana. Los bosques autóctonos son encinares.Dos tipos de fauna destacan en esta unidad natural. De un lado la fauna esteparia, cuyo máximo exponente son aves como la avutarda, sisón, alcaraván, ganga, aguiluchos, cernícalo primilla y aláudidos. Cabe destacar la avifauna ligada a los humedales manchegos, cuya extraordinaria biodiversidad los han convertido en centro de atracción de ornitólogos de todo el mundo. El pato colorado, la avoceta, cigüeñuela, malvasía, pagaza piconegra y zampullín cuellinegro son algunas de las especies más representativas.
- La Meseta Toledana

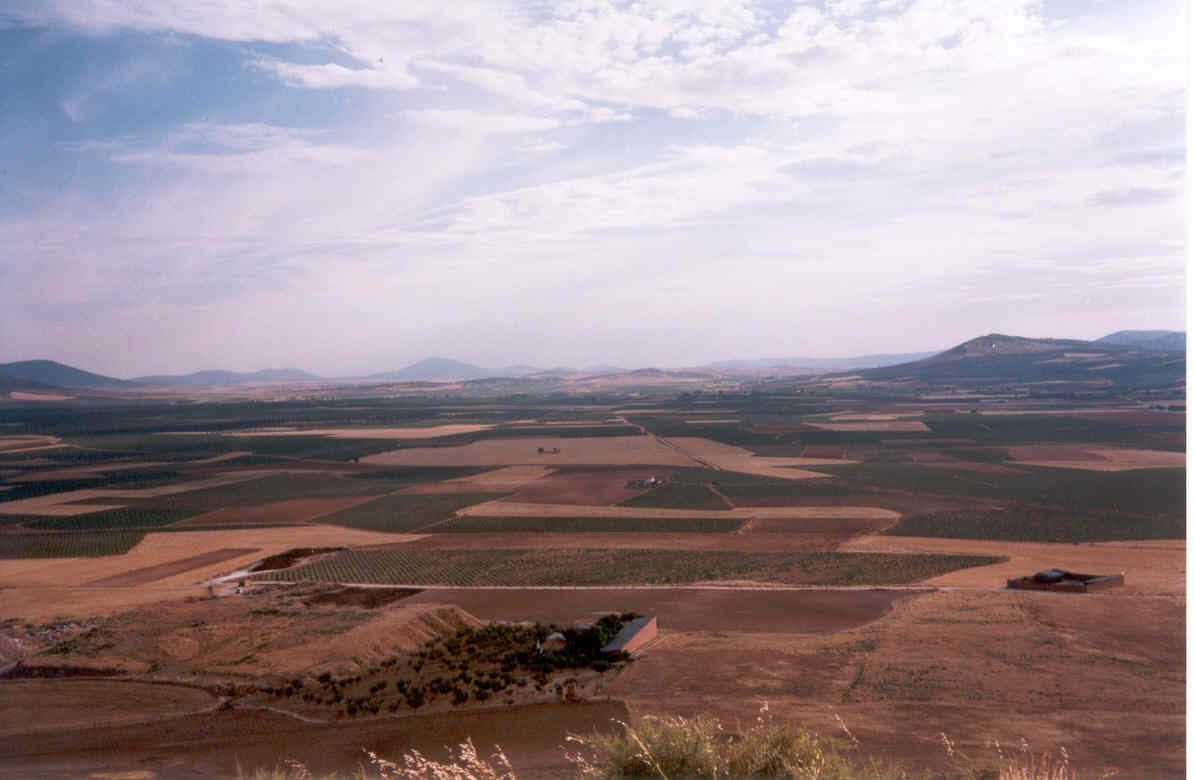
Meseta manchega en Consuegra (Toledo)

La Sisla o Meseta de los Montes, con esto nombre se conoce la zona constituida por una rampa rocosa que se extiende, en una longitud de unos 30 km, desde las laderas de los sierras de San Pablo, El Castañar, Los Yébenes y el Milagro, hasta llegar al río Tajo. Sus límites por el este los marca el río Algodor y por el oeste el río Torcón.
Desde el punto de vista geológico se asienta sobre lo que se conoce como Meseta Cristalina de Toledo, en la que están presentes mantos de configuración arenosa y son muy frecuentes los afloramientos de caliza y de granito (paisaje conocido como berrocal), que tradicionalmente se han utilizado para la extracción de piedra y para la fabricación de cal.
- La Sagra

Situada en el norte de la provincia de Toledo. Presenta una topografía muy suave en general, con pequeñas colinas y amplios valles, en las que sobresale algún cerro testigo. No llega, o lo hace escasamente, a los 600 m de altitud media entre los ríos Tajo y Guadarrama. Uno de los fenómenos más llamativos de este territorio es el Torno del Tajo, que se debe a la entrada del río en las duras rocas metamórficas de la meseta toledana.
- La Vega de Toledo

Situada en torno al cauce del Tajo, rampa de roca cristalina, que se extiende entre los Montes de Toledo y el valle del Tajo, salpicada por unos montes islas como los de Noez y Layos.

### Zonas de sierra

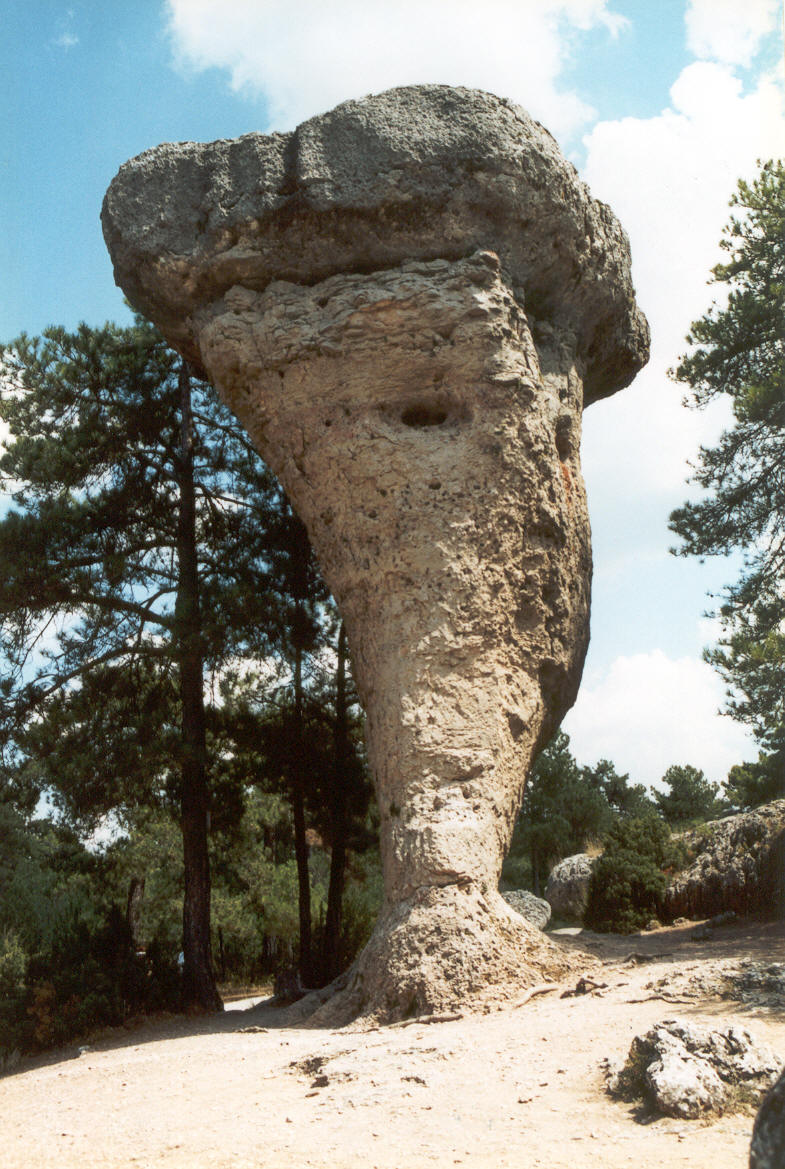
El «Tormo Alto» de la Ciudad Encantada de Cuenca

La zona más montañosa rodea la región y sirve de límite natural de la comunidad. Dentro de este ámbito se encuentran diversas formaciones montañosas.
- El Sistema Central

El Sistema Central es un conjunto de alineaciones montañosas que con una dirección de este-noroeste a oeste-noroeste separan las dos submesetas. En la región se extiende por el borde norte, presentando dos sectores. En el norte de la provincia de Guadalajara, limitando con Madrid y Segovia, se encuentra un conjunto montañoso, formado por sierras cuarcíticas de la era primaria y donde se encuentran las mayores alturas de la región, de las que destacan las sierras de Pela, Ayllón, Somosierra, Barahona y Ministra. En estas formaciones nacen los ríos Jarama, Cañamares y Henares. El Sistema Central penetra también en la región por la provincia de Toledo, en lo que es el sector meridional de la sierra de Gredos, conocido como sierra de San Vicente, que se encuentra delimitada al norte por el río Tiétar y al sur por el Alberche y el Tajo.
- Las Parameras de Molina de Aragón

Son tierras altas en la provincia de Guadalajara, se caracterizan por tener extensas planicies atravesadas por los ríos Tajo y Gallo. Las hoces de estos ríos constituyen sendos modelos de erosión fluvial sobre rocas diferentes.
Entre estos valles se extienden las parameras, es decir, planicies culminantes de calizas, situadas a 1200-1300 m, con procesos kársticos de disolución y de circulación subterránea de las aguas.
- La serranía de Cuenca

Es un sector del Sistema Ibérico donde predominan rocas caliza en las que se ha formado un original modelado kárstico, por la existencia de montañas de escasa altura y cimas planas. Los principales tipos de relieves y la erosión kárstica generan las parameras y muelas, que son extensas superficies calcáreas donde predomina la planitud.
Las hoces son angostos valles que han labrado los ríos al atravesar las parameras y la depresiones periféricas, se ubican en los afloramientos de rocas deleznables erosionadas por la red fluvial.
Son modelos de este paisaje parajes como la Ciudad Encantada, los Callejones de Las Majadas o las Hoces del Cabriel. Destacan los altos de Barahona y la sierra Ministra, las estribaciones del macizo de Albarracín (cerro de San Felipe, 1839 m), la Serranía de Cuenca, la sierra de Mira y , al oeste de Cuenca, la sierra de Altamira.
- Las sierras de Alcaraz y Segura

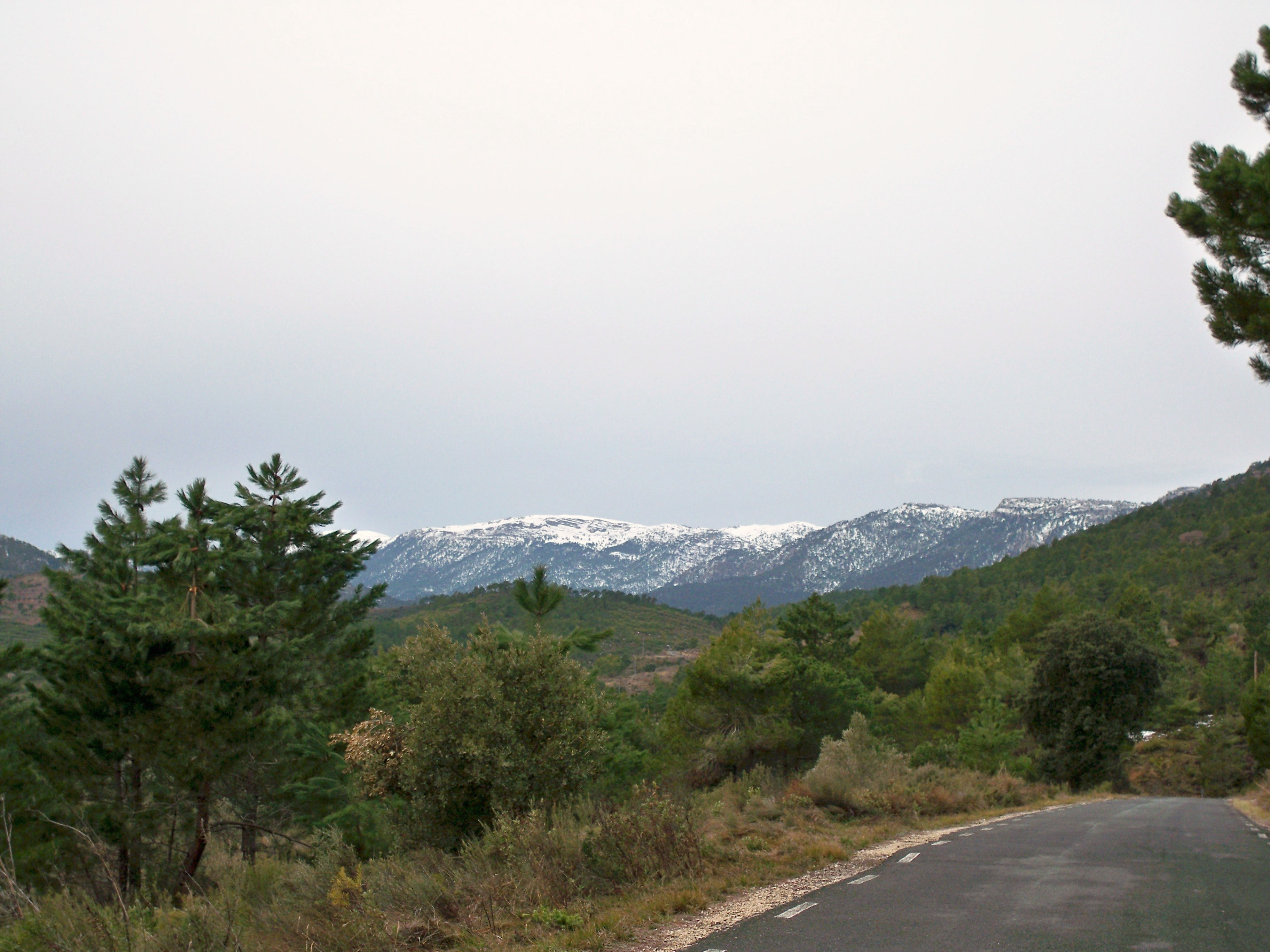
La sierra del Cujón en el municipio de Molinicos, una de las que conforman la sierra del Segura.

Las Sierras de Alcaraz y Segura, situadas en el sur de la provincia de Albacete, forman parte de los sistemas montañosos prebéticos y constituye otra zona montañosa de cierta complejidad en sus estructuras geológicas, dominadas por las calizas del Jurásico, más la acción erosiva de la red fluvial que vierte sus aguas al Segura, ha determinado un variado paisaje de montaña, en el que contrastan valles encajados con sierras y calares. En la sierra de Alcaraz destaca el pico Almenara, con 1798 m.
- Sierra Morena y Valle de Alcudia

En el suroeste se encuentra la cordillera de sierra Morena, que está formada por varias cadenas montañosas de escasa altitud y constituye un escalón que separa Castilla-La Mancha con Andalucía. Esta unidad pertenece al zócalo primario de la Meseta y está formado por un conjunto de sierras paralelas separadas por depresiones de entre las que destacan las de sierra Madrona (1300 m), sierra de Alcudia y sierra de San Andrés. Estas sierras han sido cortadas por los afluentes del Guadalquivir, que buscando su nivel de base a 300 m, tienen un gran poder erosivo, que se manifiesta en el desfiladero de Despeñaperros. En esta unidad existe una comarca característica, el valle de Alcudia.
- Montes de Toledo

Los Montes de Toledo discurren con una dirección este-oeste por el sur de la provincia de Toledo y norte de la provincia de Ciudad Real. Se trata de un conjunto de alineaciones montañosas de cierta continuidad, separadas por amplias depresiones recorridas por afluentes del Tajo y Guadiana.
El relieve consiste en una serie sierras de escasa altura y de cumbres aplanadas, como Las Villuercas (1601 m) y Rocigalgo (1447 m). Parte de las laderas están cubiertas por pedreras y en los piedemontes y depresiones se desarrolla un manto de arcillas y canturrales denominados "rañas".
- La Jara

Situada al suroeste de la provincia de Toledo es la continuación natural de los Montes, que conectan con las Villuercas. En estas sierras, como la Sevilleja, se encuentran ambientes más húmedos y por tanto con mayor riqueza botánica. El piedemonte se caracteriza por unas superficies de rañas muy desarrolladas, tanto al norte como al sur de las sierras, como la de Anchuras.

### Zonas de transición
Existen en Castilla-La Mancha una serie de comarcas con características especiales o que no pueden incluirse en los otros dos apartados.
- La Alcarria

En el centro-oeste de la provincia de Guadalajara, es una cuenca sedimentaria de la era terciaria. Erosionada por el Tajo y sus afluentes, que han dejado en resalte los altos páramos y algunos cerros testigos, y han labrado valles de fondo piano ("campiñas"), algunos muy amplios, tapizados por un sistema de terrazas.
- La Manchuela

Es una comarca típicamente manchega, es decir, absolutamente llana, pero que se rompe con el curso de dos ríos, Júcar y Cabriel, que conforman un paisaje, una flora y una fauna extremadamente ricas y variadas. Los ríos se encuentran encajados en el fondo de hoces que distinguen absolutamente el paisaje.
- El Campo de Calatrava

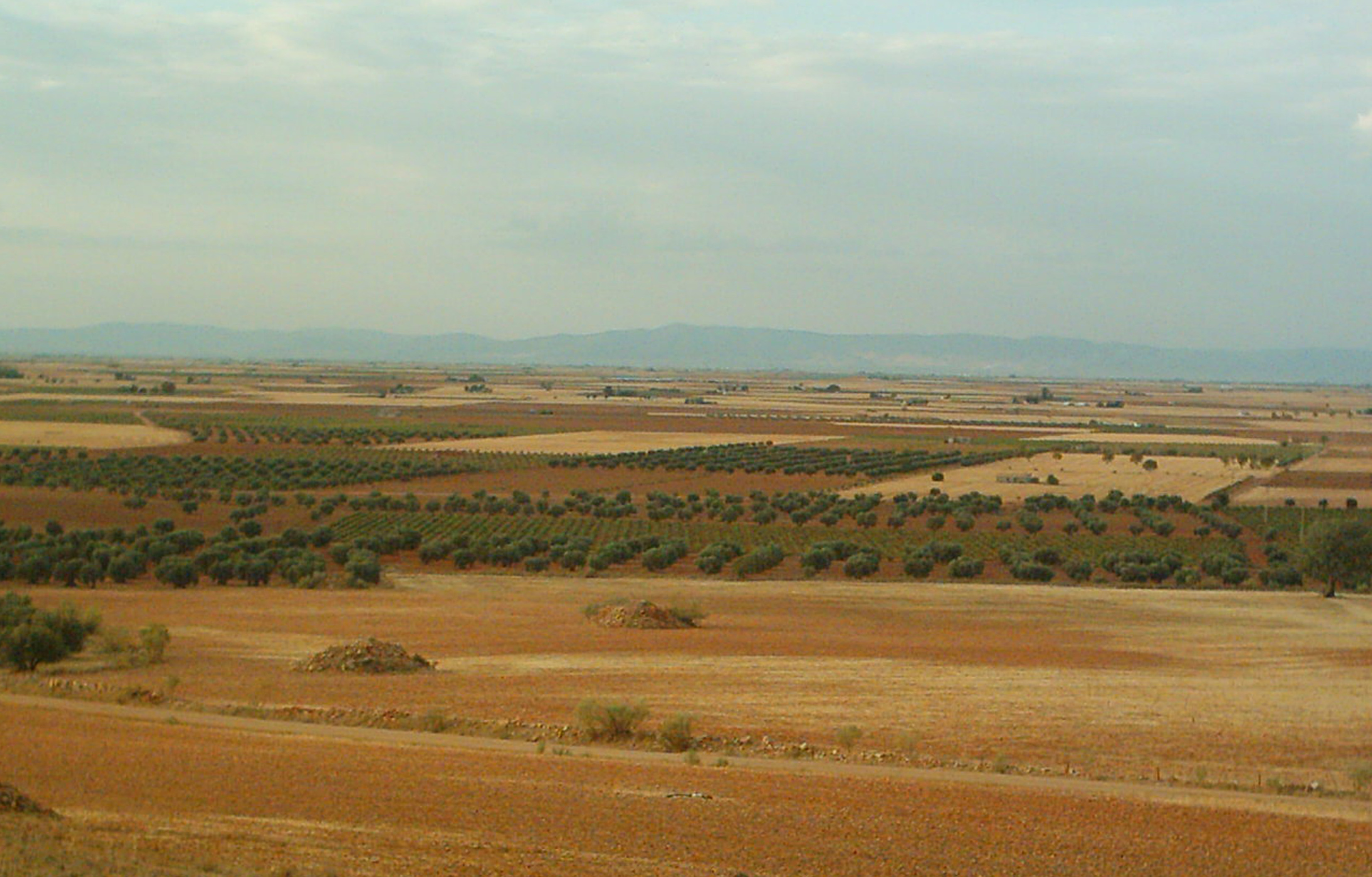
Paisaje del Campo de Calatrava.

Se encuentra situado en el centro de la provincia de Ciudad Real, al sur de los Montes de Toledo y al norte de Sierra Morena. Geológica y morfológicamente se trata de un umbral que cierra por el oeste la llanura manchega. Está formado por un conjunto de sierras paleozóicas de escasa altura, en Porzuna, Piedrabuena, Almodóvar del Campo y Almagro, separadas por depresiones.
Su rasgo más importante es la presencia del campo volcánico más grande de la península; y el más antiguo, por lo que se encuentra muy erosionado. Se trata del paraje más singular de la comunidad castellano manchega. Otro componente característico de esta zona, asociado al paisaje volcánico, son los manantiales termales conocidos popularmente como "hervideros" o fuentes de "agua fría". Entre los distintos tipos de cráteres es obligado mencionar los cráteres explosivos, que acogen en su interior un importante conjunto lacustre de excepcional valor ecológico.
- Los Campos de Hellín y el Corredor de Almansa

Se caracterizan por amplios llanos y alargados valles que se extienden entre las prolongaciones de las alineaciones prebéticas. Esta unidad se caracteriza por la escasez de lluvia y cuando se presenta lo hace de forma torrencial, provocando fenómenos erosivos importantes. Esta aridez condiciona fuertemente su vegetación y su fauna.
- El Campo de Montiel

Es una altiplanicie situada al este de Ciudad Real y al oeste de Albacete. Se trata de una llanura con relieve tabular que llega a superar los 1000 m y desciende suavemente hacia el norte, donde enlaza con la llanura manchega. Dominada por las culminaciones calizas y las margas y arcillas de la campiña. Aquí se encuentran las lagunas de Ruidera y el curso oculto del Guadiana.

## Hidrografía

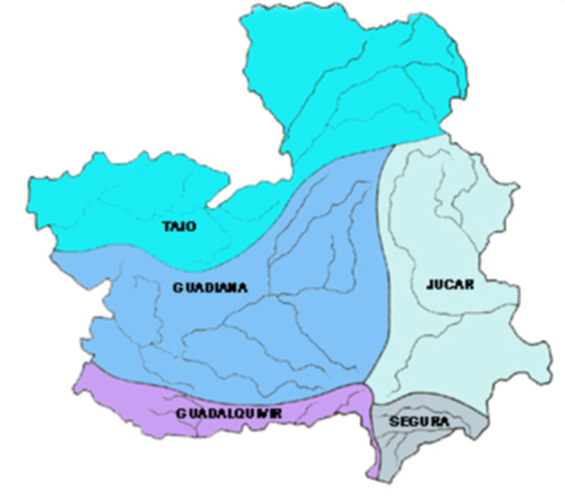
Mapa de las principales cuencas hidrográficas de Castilla-La Mancha

Los ríos de la región castellano-manchega se reparten entre siete cuencas hidrográficas diferentes: Tajo, Guadiana y Guadalquivir, que vierten sus aguas en el océano Atlántico; y Júcar, Segura, Ebro y Turia que drenan hacia el mar Mediterráneo. El principal carácter del sistema hidrológico castellano manchego es su complejidad, tanto por su estructura geológica, relieve, evolución y, sobre todo, del clima.
En líneas generales son ríos de contrastes, con aguas altas en primavera y un acusado estiaje en verano. Presentan una gran variedad en sus caudales. El régimen natural se ha visto alterado con la construcción de numerosos embalses cuyos aprovechamientos para regadío y electricidad son compartidos en gran medida con otras regiones. La litología desempeña un papel decisivo en el sistema fluvial en relación con la permeabilidad y la resistencia a la erosión.
Las características geológicas han condicionado el trazado y el desarrollo de la red fluvial y sus rasgos geomorfológicos. La estructura y evolución geológica determina la gran disimetría entre la vertiente atlántica y la mediterránea.

### Vertiente atlántica

#### Cuenca del Tajo
El Tajo abastece a una población total de 587 184 habitantes y su cuenca tiene una extensión de 26 699 km² en Castilla-La Mancha, abarcando la totalidad de la provincia de Guadalajara y la mayor parte de la provincia de Toledo, incluida las dos mayores ciudades de la provincia, la capital, Toledo, y Talavera de la Reina.
El río Tajo nace en la sierra de Albarracín, muy cerca de la provincia de Cuenca; discurre por Guadalajara con una dirección sureste-noroeste, ajustándose a las líneas estructurales del Sistema Ibérico, hasta llegar a las tierras de Molina; en la Alta Alcarria adquiere una dirección nornoreste-sursuroeste atravesando toda la comarca hasta el sur de Guadalajara; posteriormente entra en la de Madrid y Toledo por la que lleva una dirección este-oeste, ajustándose a la falla que pone en contacto la cuenca sedimentaria del Tajo con la meseta granítico-cristalina del norte de los Montes de Toledo, en la que penetra describiendo el famoso torno del Tajo.

#### Cuenca del Guadiana
La cuenca hidrográfica del Guadiana tiene una extensión de 26 646 km², lo que supone el 37 % del total del río, y atiende a una población de 583 259 habitantes. Se extiende sobre el extremo noroeste de la provincia de Albacete, el sector oeste de la de Cuenca y gran parte de la de Ciudad Real; está por tanto comprendida entre los Montes de Toledo al norte y Sierra Morena al Sur. La Cuenca del Guadiana presenta relieves más suaves que la del Tajo. Sus afluentes principales son Záncara, Cigüela y Jabalón.
La forma de la cuenca del Guadiana es alargada al igual que la del Tajo, también se asemeja a la del Tajo por contar a uno y otro margen con subcuencas disimétricas. El cauce no es muy abundante debido a una precipitación escasa.
En el Guadiana se puede distinguir entre el tramo manchego y el del Campo de Calatrava. El primero discurre por un amplio valle con suaves pendientes, en las que el cauce no se ha encajado y en el Campo de Calatrava la pendiente es más elevada, el cauce es fijo y el valle se encaja sobre los materiales del zócalo, siguiendo la dirección estructural dominante.
El Alto Guadiana nace en la plataforma estructural del Campo de Montiel, es el colector de las abundantes surgencias kársticas de las lagunas de Ruidera. El régimen natural de los ríos de la Cuenca Alta del Guadiana estaba muy relacionado con los acuíferos, drenándolos en unos tramos y alimentándolos en otros. En los que su cauce quedaba por encima del nivel freático, solían infiltrarse, por el contrario, donde la superficie freática cortaba la topográfica y tenían lugar manantiales, como los Ojos del Guadiana, o zonas encharcadas como las Tablas de Daimiel.
Por las Tablas de Daimiel se introduce el Guadiana en el Campo de Calatrava, rodeando a Ciudad Real a unos 12 km de distancia.

#### Cuenca del Guadalquivir
La cuenca del Guadalquivir ocupa un 5.17 % del territorio regional lo que supone una extensión de 4100 km² y abastece a poblaciones tan importantes como Puertollano. Se encuentra al sur de las provincias de Ciudad Real y Albacete.
En la provincia de Ciudad Real, las aguas afluyen junto a la prechosa río Guadalquivir al río Jándula, el cual, mediante un proceso de erosión remontante, favorecido por los grandes desniveles que existen entre la depresión del Guadalquivir y la submeseta sur, ha penetrado en el interior de ésta a través de Sierra Morena, consiguiendo arrebatar al Guadiana, mediante capturas, la escorrentía de amplios sectores serranos. Este ha sido el caso de los ríos Fresneda, Ojailén, Montoro y Tablillas, antiguos afluentes del Guadiana, que en la actualidad discurren por valles excavados en los materiales blandos y separados entre sí por crestas cuarcíticas, buscando su colector principal el Jándula.

### Vertiente mediterránea

#### Cuenca del Júcar

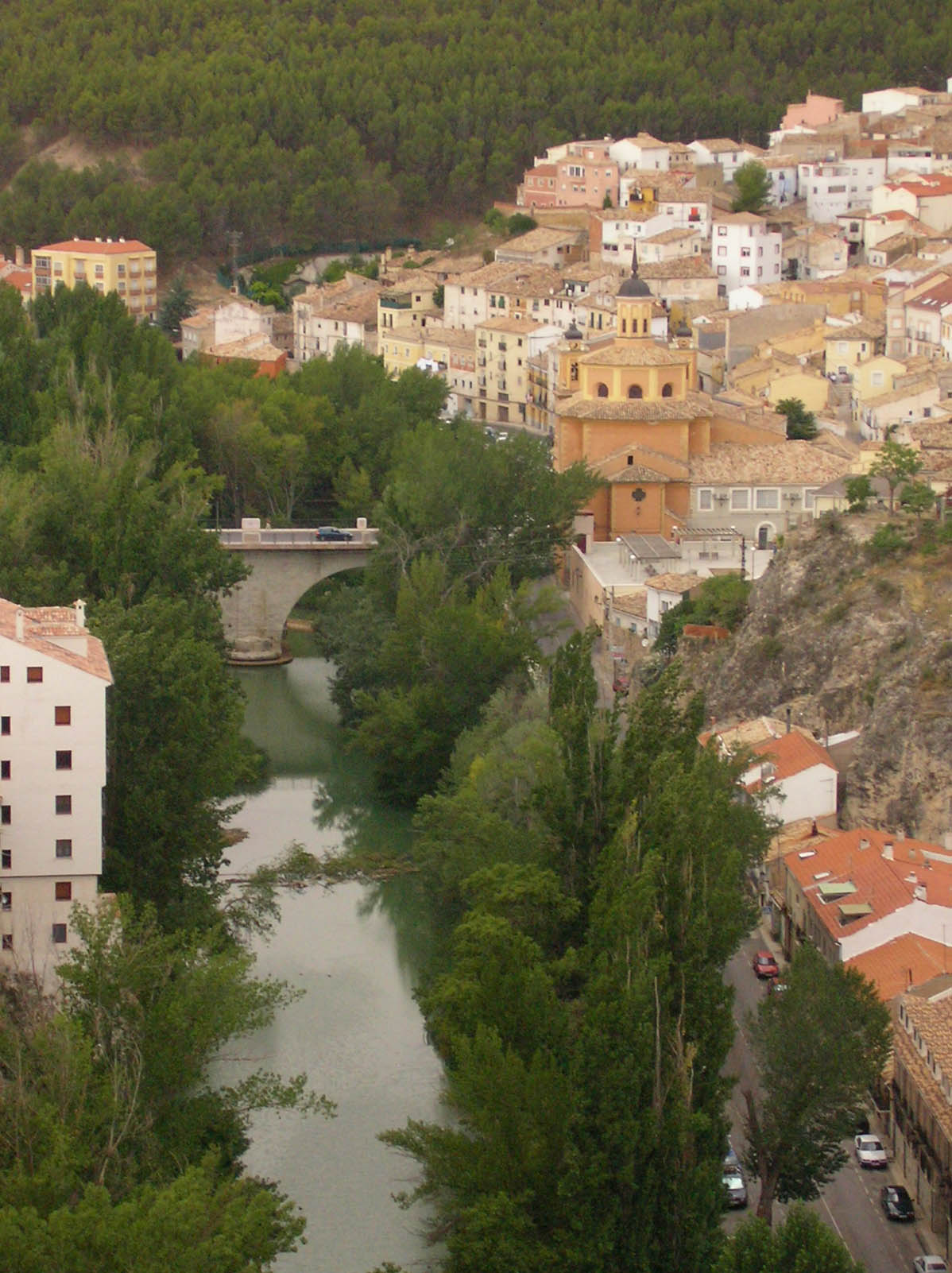
El Júcar atravesando Cuenca.

La cuenca del Júcar abastece, a fecha de 2006, a 397 000 personas y abarca una extensión de 15 737 km² lo que supone el 19,86 % del territorio regional y el 36,61 % del total de la cuenca. Abarca el este de las provincias de Cuenca y de Albacete, incluyendo ambas capitales.
El río nace en el cerro de San Felipe y atraviesa la Serranía de Cuenca en dirección noreste-suroeste formando espectaculares hoces fruto del encajamiento del cauce en las calizas secundarias. En Cuenca capital recibe por la izquierda el Huécar, cuya confluencia produce un gran espolón que ha servido para el emplazamiento de la ciudad histórica. A partir de este punto, la dirección del río es norte-sur hasta llegar a la provincia de Albacete, en la que cambia su dirección a oeste-este recorriendo el norte de la provincia, donde se vuelve a encajar buscando el nivel de base del CabrielMediterráneo, esta vez en calizas terciarias en las que forma el cañón de Alcalá del Júcar. Ya en la provincia de Valencia, y por su margen izquierda recibe las aguas del Cabriel, cuyo curso alto discurre por las provincias de Cuenca y Albacete.

#### Cuenca del Segura
La cuenca del río Segura abastece a un total de 34 municipios albaceteños, situados al sureste de la provincia, y se extiende por un total de 4713 km². El río Segura nace en la sierra de su mismo nombre, en la provincia de Jaén, por la que discurre con dirección noreste. Su principal afluente es el río Mundo.
Después de recibir por la margen derecha las aguas del Zumeta y servir de límite entre Jaén y Albacete penetra en esta última en la que va a tener un recorrido de 82 km y va a recibir algunos de sus afluentes más importantes. El primero de ellos, por su margen izquierda, es el río Tus, en su confluencia se encuentra el embalse de la Fuensanta de 230 hm³. Aguas abajo de la presa, se le une al Segura, por la margen derecha, el Taibilla, que tiene su nacimiento en la Sierra de su mismo nombre y que ve derivadas sus aguas, poco después de nacer, por el canal principal de la Mancomunidad de Canales del Taibilla, a través de la cual se atienden las demandas de numerosas poblaciones de las provincias de Alicante y Murcia. El río Mundo nace en la "Cueva de los Chorros" y recibe, en el embalse del Talave, las aguas del trasvase Tajo-Segura para desembocar en el río Segura cerca del límite con la provincia de Murcia.

#### Cuencas de los ríos Ebro y Turia
Son las que menos superficie abarcan en la región. La del Ebro se extiende por un pequeño sector situado en el noreste de la provincia de Guadalajara por el que discurren los ríos Piedra y Mesa, pequeños afluentes del Jalón, y el Turia recorre el término municipal de Santa Cruz de Moya en el este de la provincia de Cuenca.

### Acuíferos
El Instituto Geológico y Minero de España ha definido 16 sistemas acuíferos, cuya superficie conjunta de los mismos se extiende por un 60 % de la región con un predominio de las formaciones carbonatadas sobre las detríticas.
Acuíferos detríticos:
Se encuentran en amplios sectores de las cuencas del Tajo y del Guadiana. Coinciden en parte con áreas de sedimentación terciaria. Corresponden mayoritariamente a afloramientos de materiales predominantemente arcillosos de muy baja permeabilidad. Pero también contienen grandes acumulaciones de materiales detríticos, arenas y gravas fundamentalmente, con altos valores de permeabilidad y porosidad, por lo que resultan idóneos para la retención y la circulación del agua subterránea.
Acuíferos carbonatados:
Pertenecen en su mayor parte a terrenos de edad mesozoica y en menor grado a depósitos terciarios. Son rocas que admiten con facilidad el agua de la lluvia y de las escorrentías superficiales como consecuencia de fenómenos de disolución de los carbonatos, que pueden dar lugar a importantes redes cársticas y a abundantes manantiales. Entre el Sistema Ibérico y la Sierra del Segura se desarrolla un extenso dominio de las formaciones calizas y dolomíticas. En torno al vértice de Albarracín, importantes surgencias cársticas alimentan los tramos superiores de los ríos Tajo, Cabriel y Júcar. El Guadiana alto aflora a sus lagunas en el altiplano de Montiel y desaparece luego por infiltración de las aguas en el gran acuífero de la Mancha de Ciudad Real, que tiene su descarga natural por los Ojos y las Tablas de Daimiel.
El Acuífero 23 o de la Mancha Occidental, localizado en la Cuenca del Guadiana que ocupa una superficie de 5000 km² en las provincias de Ciudad Real (80 %), Albacete y Cuenca. Sus recursos están cifrados en 320 hm³/año. El acuífero de la Mancha Occidental, de litología carbonatada, debido a su extensión, a su situación y a su elevada permeabilidad ejerce un papel fundamental en la hidrología y en la ecología de toda la cuenca alta del Guadiana. 
El afloramiento del zócalo rocoso en la zona del Vicario cierra el paso a las aguas que circulan por el acuífero forzándolas a aflorar en los lugares topográficamente más bajos; donde la superficie freática corta a la topográfica se forman manantiales como los Ojos del Guadiana, o zonas húmedas y encharcadas, como las Tablas de Daimiel. La recarga natural del acuífero procede de la infiltración del agua de lluvia, de otros acuíferos, y de los ríos que se infiltran total o parcialmente en los tramos permeables, mientras que la descarga se produce por drenaje directo a los ríos, por manantiales y zonas encharcadas. Las humedades de la Mancha actuaban en cierta manera como un mecanismo natural de autorregulación.
Otro acuífero intensamente explotado es el 18 o de La Mancha Oriental, que se extiende por las cuencas del Júcar y del Segura, con una superficie de 8500 km² en las provincias de Albacete (74 %), Cuenca (18 %), Valencia (7,5 %) y Murcia (0,5 %). Sus recursos se estiman en unos 435 hm³/año, puede decirse que es el responsable del notable acrecentamiento de las tierras regadas en la provincia de Albacete. El subsistema de Albacete descarga en parte al río Júcar, efectivamente a lo largo de este tramo y sin recibir afluentes de importancia, el Júcar aumenta su caudal en unos 10 a 25 m³/s.

## Geomorfología
En Castilla-La Mancha pueden diferenciarse una serie de áreas cuyos paisajes van a estar relacionados con las características geológicas y geomorfológicas.
- Unidad Geoestructural hercínica

Ésta ocupa la parte oeste y suroeste de la Región, aflora también al norte de Guadalajara, así como en algunos parajes del Sistema Ibérico. Está compuesta, por un lado, por rocas de naturaleza eruptiva y metamórfica y por otro, por rocas sedimentarias de desigual dureza que se plegaron durante la orogenia hercínica (Paleozoico).
- Unidad Geoestructural Alpina

Los materiales fueron plegados por las fases de la orogenia alpina. En el caso del Sistema Ibérico la dirección de las estructuras es NW-SE; así, en el paisaje de esta subunidad, son frecuentes y prolongadas parameras (Maranchón, Molina de Aragón, Cuenca, etc.) incididas por profundos y estrechos valles labrados por la erosión fluvial de las aguas del Tajo, Júcar y sus respectivos afluentes; sobre ellas se advierten importantes manifestaciones kársticas en algunos parajes (por ejemplo en la Serranía de Cuenca). El dominio prebético presenta estructuras orientadas de NE-SW que arman una serie de relieves que cobran una mayor envergadura al sur de Alcaraz. En la tercera subunidad, el altiplano del "Campo de Montiel", la disposición de los estratos del Secundario es horizontal por no haber tenido la orogenia alpina una especial relevancia en este sector; la ausencia de tectónica y el desarrollo de distintas etapas erosivas ha originado la presencia de varias superficies de erosión escalonadas. El alto valle del Guadiana incide en este territorio con una dirección SE-NW; en su interior se instala uno de los complejos travertínicos más importantes de Europa, como son las "Lagunas de Ruidera", con edificios de barrera y terrazas tobáceas muy notables.
- Unidad Neógena

Se encuentra repartida por diversas zonas de la región, destacando la gran mancha de materiales neógenos del centro del mapa, interrumpidos de N-S por el gran umbral mesozoico de la Sierra de Altomira.